# Macrodontia itayensis
Macrodontia itayensis är en skalbaggsart som beskrevs av Simoëns 2006. Macrodontia itayensis ingår i släktet Macrodontia och familjen långhorningar. Inga underarter finns listade i Catalogue of Life.